# Anpanman
Anpanman (アンパンマン) là một manga Nhật Bản của họa sĩ Takashi Yanase, được sáng tác từ năm 1973 đến năm 2013, khi ông qua đời. Bộ truyện đã được chuyển thể thành anime với tựa đề Soreike! Anpanman (/ それいけ!アンパンマン Tiến lên! Anpanman), đây là một trong những bộ anime được trẻ em Nhật Bản yêu thích nhất. Cốt truyện xoay quanh chuyến phiêu lưu của Anpanman, một siêu anh hùng với một cái đầu là bánh anpan (một loại bánh ngọt của Nhật Bản), anh bảo vệ thế giới khỏi một tên ác quỷ tên là Baikinman.
Được phổ biến rộng rãi, nhân vật Anpanman xuất hiện hầu như trên khắp các mặt hàng dành cho trẻ em tại Nhật Bản, in trên áo, và trên trò chơi điện tử, đồ chơi và cả đồ ăn nhẹ. Bộ truyện đã tạo ra một chương trình spin-off tồn tại trong thời gian ngắn với một trong những nhân vật định kỳ nổi tiếng trong chương trình, Omusubiman. Anpanman đã vượt qua Hello Kitty để trở thành nhân vật có doanh thu cao nhất của Nhật Bản vào năm 2002, và vẫn là nhân vật có doanh thu cao nhất của đất nước tính đến  năm 2019. Anpanman đã bán được hơn 80 triệu cuốn sách tính đến tháng 2 năm 2019 và loạt đã tạo ra 4,5 nghìn tỷ yên Nhật tổng doanh thu bán lẻ vào năm 2013. Các tác phẩm lấy cảm hứng từ Anpanman bao gồm loạt manga, anime One-Punch Man, và bài hát K-pop "Anpanman" của BTS.

## Qua trình hình thành
Trải qua cuộc chiến tranh thế giới thứ hai, tác giả/nhà thơ Takashi Yanase (1919-2013) đã chứng kiến nhiều cảnh đói khổ, thiếu ăn. Điều này đã luôn khiến ông ước ao được ăn Anpan - một loại bánh mì ngọt nhân mứt đậu đỏ và đây chính là nguồn cảm hứng để ông tạo ra nhân vật người hùng Anpanman.
Anpanman là một loạt truyện tranh được viết từ năm 1973 cho đến khi tác giả qua đời vào năm 2013. Anpanman đã được xây dựng thành phim hoạt hình rất nổi tiếng tại Nhật Bản. Là một nhân vật được nhiều bạn nhỏ yêu thích, Anpanman trở thành một biểu tượng xuất hiện trong các đồ chơi không thể thiếu của trẻ em tại Nhật. Anpanman đã có mặt trên truyền hình tại Nhật Bản liên tục từ năm 1988 và là một trong số các nhân vật hư cấu nổi tiếng nhất trong truyện tranh dành cho các bé trong độ tuổi từ 0 đến 12 tuổi. Các nhân vật trong Anpanman xuất hiện trên hầu như tất cả các sản phẩm dành cho trẻ em, từ đồ chơi, áo quần, đến thực phẩm cho bé. Theo một thống kê, những cuốn truyện tranh Anpanman đã được bán với số lượng hơn 50 triệu bản.
Ở mỗi tập, Anpanman xuất hiện như một siêu anh hùng chiến đấu với kẻ hung ác là Baikinman (đối thủ được sinh ra cùng lúc với Anpanman) và luôn cứu giúp dân chúng chung sống trong thành phố. Anpanman luôn luôn đi tuần tra trong khu vực xung quanh ngôi nhà của Bác Jam. Cậu ta như một biểu tượng của công lý, đấu tranh cho sự công bằng hàng ngày.
Các nhân vật trong Anpanman được chia làm hai phe chính: Một bên là các nhân vật người hùng có siêu sức mạnh và rất đỗi dễ thương của phe chính nghĩa còn bên kia - những nhân vật phản diện là những kẻ hung ác, côn đồ, tinh quái.

## Nhân vật
Trong mỗi tập phim, Anpanman chiến đấu với Baikinman và cứu người. Anh ta đi tuần tra hàng ngày quanh nhà của chú Jam. Anh là biểu tượng của công lý, chiến đấu vì điều tốt đẹp mỗi ngày. Anpanman có lịch sử lâu đời và các nhân vật mới thường xuyên xuất hiện, giúp bộ truyện luôn mới mẻ.  Năm 2009, Anpanman đã được xác nhận là nhân vật nắm giữ Kỷ lục Guinness Thế giới về số lượng nhân vật nhiều nhất trong một loạt phim hoạt hình, với tổng số 1.768 nhân vật xuất hiện trong 980 tập đầu tiên của loạt phim truyền hình và 20 bộ phim đầu tiên.

### Nhân vật chính diện

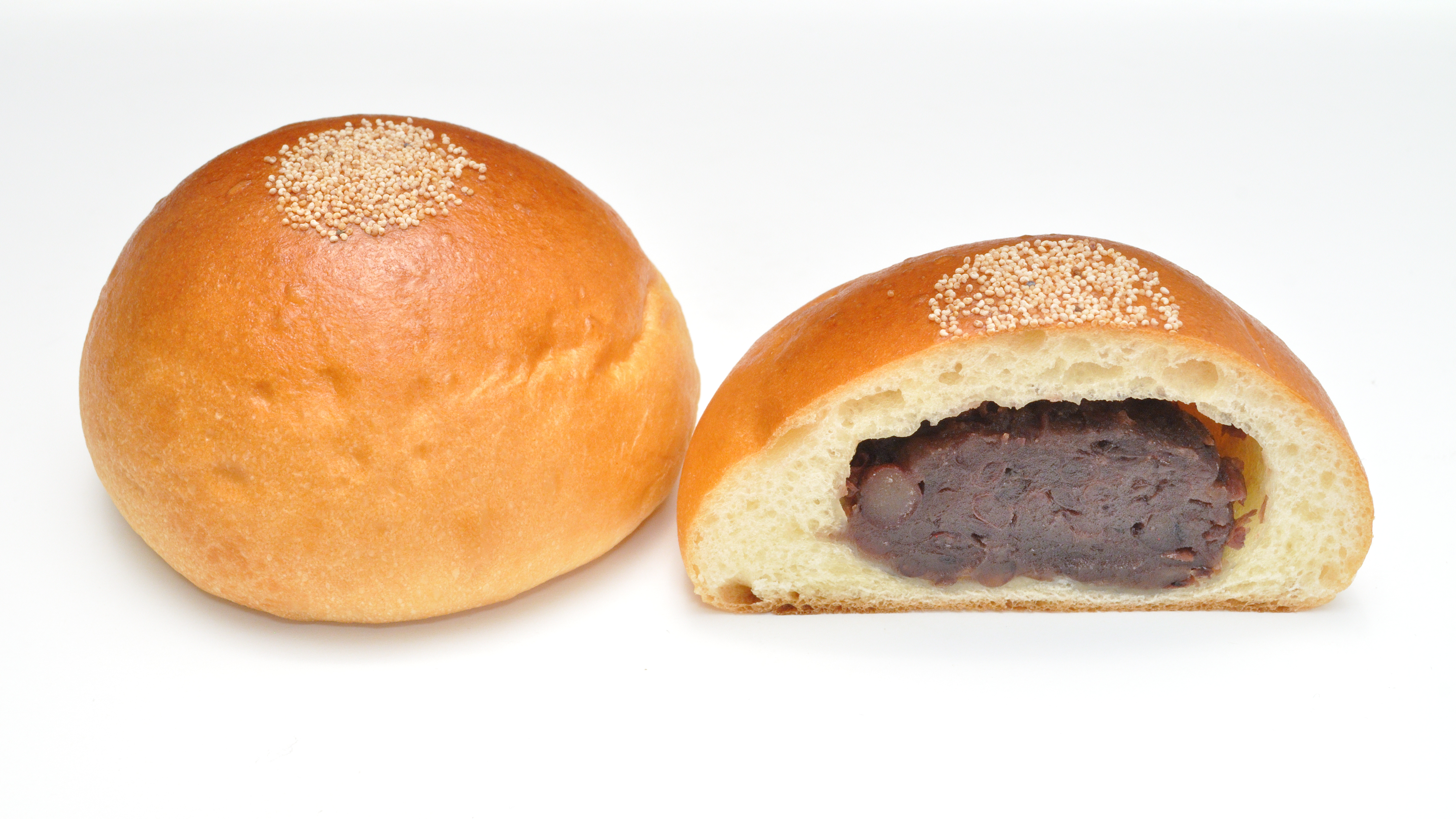
Bánh Anpan

Anpanman (アンパンマン Anpanman)
Lồng tiếng bởi: Toda Keiko (tiếng Nhật), Ghia Burns (tiếng Việt)
Nhân vật chính của bộ truyện. Anpanman là một siêu anh hùng với cái đầu làm bằng bánh Anpan, một loại bánh nhân mứt đậu đỏ của Nhật, do bác Jam làm. Tên của cậu được dịch ra trong tiếng Việt là "Người Bánh Đậu Đỏ". Anpanman có cái mũi đỏ to bóng loáng giữa hai cái má đỏ hồng, tất cả đều được làm từ mứt đậu đỏ nguyên hạt. Cậu mặc bộ trang phục màu đỏ tươi với hình mặt cười trước ngực và áo choàng màu nâu, mang giày, găng tay và thắt lưng màu vàng.
Anpanman hầu như không cần phải ăn uống, có lẽ nhờ phần mứt đậu đỏ nằm trong đầu cậu đã giúp cậu duy trì sự sống. Điểm yếu của Anpanman là nước, ẩm ướt, nấm mốc và bất cứ thứ gì có thể khiến đầu cậu bị vấy bẩn hoặc ôi thiu. Do vậy cậu phải đội một chiếc mũ bảo vệ trong suốt khi xuống dưới nước hoặc đi mưa. Khi đầu bị bẩn, bị ép biến dạng, Anpanman mất hoàn toàn khả năng chiến đấu, bay lượn, thậm chí là di chuyển. Những lúc vậy, sức mạnh của Anpanman sẽ được khôi phục khi cái đầu bằng bánh bị thương của cậu được thay thế bằng cái đầu bằng bánh Anpan mới được Bác Jam nướng. Anpanman có 2 đòn tấn công đặc biệt là An-punch (đấm) và An-kick (đá) có thể gây biến dạng các vật kim loại và đánh bay kẻ thù ra xa. Khi kết hợp với 2 đòn tương tự của Shokupanman và Currypanman sẽ tạo ra các đòn tấn công với sức mạnh cực đại.
Có thể nói Anpanman là một người lạc quan, dũng cảm và vô cùng tốt bụng, sẵn sàng xả thân cứu giúp người khác khi cần. Cậu liên tục tuần tra xung quanh căn nhà của bác Jam, làm một số công việc như đẩy xe hoặc giúp tìm thú cưng đi lạc. Khi gặp ai đó đang bị đói, Anpanman sẵn sàng bốc lấy một phần đầu bánh đậu đỏ của mình để giúp họ. Việc này khiến cậu bị yếu đi nhiều và buộc phải thay thế đầu mới để có thể khôi phục hoàn toàn sức mạnh.
Bác Jam (ジャムおじさん Jamu Ojisan)
Lồng tiếng bởi: Masuoka Hiroshi  (1988–2019), Yamadera Kōichi  (2019–nay), Barry J Tarallo (Tiếng Anh)
Người tạo ra Anpanman, Bác Jam là một thợ làm bánh tốt bụng, vui tính, có tay nghề cao và biết hầu như tất cả mọi thứ trên Trái Đất này.
Batako-san (バタコさん Batako-san)
Lồng tiếng bởi: Sakuma Rei (tiếng Nhật), Elaine Flores (tiếng Anh)
Là trợ lý của bác Jam, chuyên làm ra và sửa lại áo choàng của Anpanman và những người bạn của cậu ta. Khá chăm chỉ và nhẫn nại, nhưng cô lại có tính hay quên. Tên của cô có nghĩa là "Butter Girl" (Cô Nàng Bơ)
Cheese (チーズ Chīzu)
Lồng tiếng bởi: Yamadera Kōichi (tiếng Nhật), Clay Cartland (tiếng Anh)
Một bạn cún rất dễ thương sống trong tiệm bánh của Bác Jam. Trong anime, Anpanman lúc còn trẻ đã tìm thấy Cheese đang bị đói trong lần đi tuần tra đầu tiên, và đã cho Cheese một phần đầu bằng bánh đậu đỏ của mình, và từ đó Cheese trở thành một người bạn trung thành nhất của Anpanman, và là trợ thủ đắc lực của cậu.
Currypanman (カレーパンマン Karēpanman)
Lồng tiếng bởi: Yanagisawa Michiyo  (tiếng Nhật), Paul Louis (tiếng Anh)
Một người bạn của Anpanman. Đầu của cậu là một chiếc bánh mì nhân cà ri nóng hổi. Currypanman khá nóng tính, nhưng giàu lòng trắc ẩn và tốt bụng như Anpanman vậy. Trang phục của cậu giống như Anpanman, chỉ khác ở chỗ trang phục của cậu có màu cam.
Currypanman khá tự hào về bản thân, nhiều lúc đến mức tự mãn. Cậu cũng khá tốt bụng, hào phóng và sẵn sàng giúp đỡ những ai bị đói bằng cách nấu cà ri cho họ, tương tự như Anpanman giúp người bị đói bằng cách cho một phần đầu bánh đậu đỏ. Tuy nhiên, đôi lúc Currypanman lại thương hay lơ đãng với những vấn đề mà cậu cho rằng không quan trọng.
Giống như Anpanman, Currypanman cũng có 2 đòn tấn công là Curry-punch và Curry-kick. Ngoài ra cậu còn ra khả năng phun cà ri ra từ trong đầu, tác dụng như súng phun lửa. Càng phun nhiều cà ri, đầu của cậu càng co lại và dần khiến cậu cạn kiệt sức mạnh. Currypanman là người thiên về sức mạnh trong bộ ba siêu anh hùng.
Shokupanman (しょくぱんまん Shokupanman)
Lồng tiếng bởi: Shimamoto Sumi  (tiếng Nhật), Alex Machado (tiếng Anh)
Một người bạn khác của Anpanman với cái đầu làm bằng một lát bánh mì trắng (Shokupan). Shokupanman có ngoại hình vô cùng đẹp trai, thông minh và hào hoa, nhưng đôi lúc cậu lại hay tự ái vặt. Shokupanman thường hay mơ mộng và yêu bản thân mình, và có cái tôi khá cao. Cậu thường xuyên tìm mọi cách để gây ấn tượng với mọi người, và đôi lúc hay cãi vã với Currypanman vì vài lý do.
Công việc của Shokupanman là cung cấp bữa trưa cho các học sinh tại trường học. Bên cạnh đó, cậu cũng thường xuyên đi cùng Anpanman và Currypanman để chiến đấu chống kẻ thù. Cậu cũng có hai đòn tấn công tương tự 2 người bạn của cậu là Shoku-punch và Shoku-kick, ngoài ra cậu còn có một chiếc xe tải đa năng chứa nhiều vật dụng cần thiết tên là Shokupanman-go, để giúp đỡ những người khó khăn. Shokupanman là người thiên về trí tuệ trong bộ ba siêu anh hùng. Anh xuất hiện lần đầu trong tập 3b. Trong Tubi Dub, anh được gọi là '''Bread Head Man''.
Melonpanna (メロンパンナ Meronpan'na)
Lồng tiếng bởi: Kanai Mika  (tiếng Nhật), Amanda Lopez (tiếng Anh)
Có cái đầu được làm bằng bánh mì dưa lưới, Melonpanna là một trong những bạn đồng minh của Anpanman.
Thân hình cô nàng Melonpanna nhỏ bé hơn so với các nhân vật khác với bộ trang phục màu xanh lá. Giầy, bao tay và đai lưng màu xanh nõn chuối cùng với chữ m (melonpan) trước ngực áo. Áo choàng bay của Melonpanna có phía mặt ngoài màu xanh lá và mặt bên trong màu vàng cam. Cô nàng có chiếc mũi nhỏ xinh cũng màu xanh lá. Cặp mắt xanh tròn to tươi vui với hàng mi cong vút. Cái miệng xinh của nàng luôn nở nụ cười tỏa sáng. Trên khuôn mặt của Melonpanna là một cặp ba đường kẻ song song cắt chéo nhau. Trên trán cô nàng có chữ m, giống như phù hiệu trên ngực áo.
Melonpanna cực kỳ nữ tính, đa cảm, quan tâm đến mọi người. Cô nàng còn rất khéo léo và thông minh. Bên cạnh tính cách rất ngọt ngào và luôn tử tế với tất cả mọi người của Melonpanna, cô nàng cũng có siêu sức mạnh, nhưng cô lại không tự lo cho bản thân mình được mà thông thường cô luôn cần một người nào đó để cứu cô khi cô gặp rắc rối, thường là Anpanman hay chị gái là Rollpanna. Melonpanna rất yêu chị gái của mình và thường dành nhiều thời gian nhớ nhung chị Rollpanna.
Với lối tấn công đặc biệt của mình, thay vì gây sát thương, Melonpanman có cách làm cho kẻ thù bị chóng mặt, tê liệt bằng tình cảm. Ngoài ra, Melonpanna còn có khả năng đánh thức những người đang chìm sâu giấc ngủ.
Melonpanna có thể ép nước trái cây ra khỏi đầu mình, để cứu chữa những ai bị thương tổn. Trừ trường hợp duy nhất là khi Baikinman bằng cách nào đó làm trái tim ác màu xanh của chị Rollpanna bị kích hoạt, lúc đó nước ép trái cây ngay lập tức không còn tác dụng.
Rollpanna (ロールパンナ Rōrupan'na)
Lồng tiếng bởi: Tominaga Miina  (tiếng Nhật), Benji Leon, Alisha Todd (tiếng Anh)
Chị gái của Melonpanna, người có hai trái tim: một màu đỏ của lòng tốt, một màu xanh của cái ác do Baikinman tạo ra. Khi Anpanman xuất hiện trong tầm nhìn, Melonpanna sẽ bị kích hoạt lòng gian ác bởi trái tim màu xanh do Baikinman sai khiến. Trái lại, nếu thấy Melonpanna, trái tim màu đỏ của lòng tốt sẽ được kích hoạt. 
Rollpanna khi mới bắt đầu xuất hiện như một kẻ cô độc phải phục tùng và chịu sự sai khiến của Baikinman, nhưng Rollpanna đã thoát khỏi quyền lực của Baikinman và đi vòng quanh thế giới làm việc tốt. Nhưng Rollpanna luôn phải giữ khoảng cách nhất định với người khác vì sợ có thể trái tim xanh của mình sẽ bị Baikinman kích hoạt. Biệt danh của Rollpanna là "nữ anh hùng bi thương". 
Rollpanna sử dụng một dải ruy băng thể dục dụng cụ làm vũ khí của mình. Rollpanna có thể dùng nó để quấn kẻ thù của mình và tạo ra những cơn lốc xoáy. Cô xuất hiện lần đầu trong tập 300.
Creampanda (クリームパンダ Kurīmupanda)
Lồng tiếng bởi: Nagasawa Miki  (tiếng Nhật), Natalie Perlin (tiếng Anh)
Creampanda ít tuổi nhất trong số những người bạn của Anpanman và là em út cưng của Melonpanna và Rollpanna. Cậu mới chỉ 6 tuổi. Creampanda có cái đầu làm từ bánh kem và đôi mắt trông giống như mắt những chú gấu trúc.
Mặc dù non nớt và không gắn kết với Anpanman như các siêu anh hùng khác, nhưng Creampanda rất dũng cảm bảo vệ bạn bè của mình và luôn có lý tưởng sống "không bao giờ từ bỏ". Tuy nhiên, do còn suy nghĩ khá non nớt nên thường xuyên rơi vào những cuộc tranh cãi với các nhân vật trẻ tuổi khác.
Vì đầu Creampanda có hình dáng giống như một bàn tay, Creampanda có một đòn tấn công bằng đầu đặc biệt gọi là "Guu-Choki-Punch" (tiếng Nhật nghĩa là oẳn tù tì). Khi các hình ngón tay kết nối sẽ tạo ra sức mạnh tương đối, nhưng nhiều khi các ngón tay lại không thể kết nối thành công gây ra rắc rối. Cậu xuất hiện lần đầu trong tập 469.

### Nhân vật phản diện
Baikinman (ばいきんまん Baikinman)
Lồng tiếng bởi: Nakao Ryūsei  (tiếng Nhật), Jason Michael Kessler (tiếng Anh)
Baikinman là nhân vật phản diện chính trong Anpanman. Baikin (黴菌) trong tiếng Nhật của có nghĩa là "vi khuẩn". Baikinman đến thế gian từ hành tinh vi khuẩn từ trong một quả trứng với mục đích để lây lan vi khuẩn đến trái đất. Nhưng Baikinman luôn luôn bị ngăn cản bởi Anpanman khi thực hiện hành động của mình. Tham vọng của Baikinman là tiêu diệt Anpanman và lây lan vi khuẩn trên toàn thế giới, hắn ta sẵn sàng bất chấp dùng mọi thủ đoạn kể cả ăn cắp và thường xuyên bắt nạt những người yếu hơn mình.
Baikinman và Anpanman được sinh ra cùng thời điểm, đại diện cho hai tính cách và đạo đức đối lập. Điểm yếu của Baikinman chính là xà bông, gặp phải xà bông kích thước của Baikinman chỉ còn bằng một con ruồi. Baikinman có khả năng chế tạo các loại máy móc phức tạp, và luôn có kế hoạch để chống lại sức mạnh của Anpanman. 
Baikinman bay lượn bằng một UFO màu tím đen có cánh tay vươn xa, màu sắc giống trang phục và diện mạo của mình. Hắn ta có cái miệng thật to luôn há ra để lộ hai hàm răng nghiến chặt với nhau. Đặc tính nổi trội của Baikinman là luôn la hét, gào thét thật to trong khi chiến đấu. Miệng luôn hét lên "Ha-hi-hu-he-ho!" (dựa trên phiên âm tiếng Nhật) và mỗi khi bị đánh văng ra xa bởi Anpanman và các siêu anh hùng, Baikinman tự miệng thốt ra "Bye-baikiiin". Trên trang web tiếng Anh TMS Entertainment, Baikinman được gọi là Bacteriaman. Trong Tubi Dub tiếng Anh, Baikinman giữ nguyên tên tiếng Nhật. Theo quan điểm của chuyên gia truyền thông Thomas Hoeren thì Anpanman và kẻ địch chính của anh ta là Baikinman kết hợp các yếu tố của Milton Paradise Lost, Frankenstein (Roman) và Star Trek Trong tiếng Nhật, tên của anh ấy nghe giống như bikerinman.
Dokin-chan (ドキンちゃん)
Lồng tiếng bởi: Tsuru Hiromi (1988–2017), Sakuma Rei (Christmas Special năm 2017), Tominaga Miina (2018–nay), (tiếng Nhật), Krystal Valdes (tiếng Anh)
Dokinchan là nhân vật phản diện thứ hai trong truyện. Cô nàng và Baikinman là một cặp bài trùng. Dokinchan là cô nàng vi khuẩn màu cam đỏ với đôi giày màu hồng và bao tay trắng. Cô có đôi mắt màu xanh lá cây, mũi và hai má nhỏ chấm tròn màu cam đỏ. Toàn bộ khuôn mặt của cô là màu trắng ngoại trừ phần trán màu cam đỏ nối liền quanh đầu đến mũi. Cô có một ăng-ten trên đỉnh đầu và một cái đuôi dài hình mũi tên.
Dokinchan là cô nàng mánh khóe, ích kỷ và tham lam, không quan tâm đến bất cứ ai khác kể cả khi họ bị tổn thương hay đau khổ, mất mát. Cô thường bám quanh ông chủ Baikinman để mong có được đồ ăn, các vật dụng cho mình và thậm chí cả con người. Nhưng khi bắt đầu cãi vã hay bắt đầu một cuộc chiến, cô thường là người đầu tiên chạy mất tiêu. Cô yêu Shokupanman với một tình yêu cháy bỏng. Phòng ngủ của cô nàng được bao phủ kín bởi tranh ảnh và rất nhiều đồ chơi Shokupanman. Cô thường mơ mộng, tưởng tượng ra cảnh mình bày tỏ tình cảm với Shokupanman hết sức lãng mạn. Sau bản thân mình, Shokupanman là người duy nhất cô ấy quan tâm và không làm hại.
Dokinchan có một người em gái là Kokinchan, người thích làm phiền cô bằng cách lấy con búp bê đồ chơi Shokupanman va giấu biến đi. Cô nàng Dokinchan có một cây gậy quyền với hai đầu khác nhau. Một đầu khi chạm vào bất kỳ một đồ vật nào đó sẽ làm cho nó tăng kích thước. Đầu kia sẽ biến đồ vật trở nên bé nhỏ lại.
Dokinchan bay lượn bằng một UFO màu hồng có cánh tay màu vàng. Cô nàng hiếm khi sử dụng để tấn công trực tiếp mà chỉ làm trợ thủ cho Baikinman trong các trận chiến đấu. Cô nàng thường cầm giỏ hoa và bay lượn xung quanh để khi có yêu cầu của Baikinman, Dokinchan sẽ có nhiệm vụ bắt giữ các con tin để dụ Anpanman tới. Cô xuất hiện lần đầu trong tập 13a. Trên trang web TMS Entertainment bằng tiếng Anh, cô được gọi là '''Spark''', tuy nhiên trong bản Tubi lồng tiếng tiếng Anh, cô được gọi là '''Dokeen'''
Horrorman (ホラーマン Horāman)
Lồng tiếng bởi: Kaneta Kimotsuki (1991–2016), Kazuki Yao (2017–present), Rio Chavarro (English)
Một bộ xương người thường xuyên đồng hành cùng với Baikinman và Dokinchan. Mặc dù Horrorman có vẻ đáng sợ ở bên ngoài, nhưng kỳ thực hắn lại rất yếu ớt và thường bị tách rời ra từng mảnh, và điều kỳ diệu là hắn lại có thể tự mình đặt ghép các mảnh xương lại. 
Horrorman không phải là anh hùng nhưng cũng không hẳn là nhân vật phản diện. Vũ khí tấn công đặc biệt của Horrorman là xương Boomerang, khi Horrorman tự lấy ra một mảnh xương của mình và quăng nó ra xa. Horrorman yêu Dokinchan và thường lén đi theo sau cô nàng.
Moldyrunrun (かびるんるん Kabirunrun)
Là tay sai của Baikinman, Kabirunrun có khả năng làm Anpanman bị thối đầu bằng cách tạo ẩm và gây nấm mốc (kabi). Chúng xuất hiện lần đầu trong tập 2a. Trong Tubi Dub tiếng Anh, chúng được gọi là '''Rot-Rot'''.

## Truyền thông

### Sách ảnh
Bộ sách ảnh Anpanman ra mắt vào tháng 10 năm 1973. Froebel-kan đã xuất bản hơn 150 cuốn sách ảnh thuộc nhiều bộ sách ảnh khác nhau. Yanase Takashi đã viết và vẽ minh họa cho sách tranh cho đến năm 2013, sau khi ông từ giã sự nghiệp và qua đời.

### Truyện tranh
Takashi Yanase đã tạo ra ba bộ truyện tranh khác nhau dựa trên nhân vật này.

### Anime
Ngày 13 tháng 3 năm 1979, chuyển thể anime đầu tiên của Anpanman, bao gồm một tập duy nhất, phát sóng trong Spring Break Children's Hiroba - Picture Book trên NHK General TV. Giống như những cuốn sách ảnh đầu tiên, tên của Anpanman trong tiêu đề được viết bằng chữ hiragana (あんぱんまん) thay vì katakana. Nakamura Meiko là người thuyết minh cho anime. Mặc dù các thiết kế nhân vật gần giống với những cuốn sách tranh được phát hành dưới nhãn Kinder Picture Books, nhưng câu chuyện và thế giới quan thì gần giống với bản chuyển thể anime thứ hai.

### Phim dài tập
Hiện tại có tổng cộng 33 bộ phim dài tập dựa theo anime Soreike! Anpanman. Các bộ phim đều co TMS Entertainment sản xuất và phát hành tại các rạp chiếu phim Nhật Bản hàng năm kể từ năm 1989. Kể từ ít nhất là vào năm 1995, các bộ phim phát hành đồng thời với các phiên bản truyện do chính Yanase Takashi viết và minh họa. Mỗi bộ phim có cùng một cốt truyện chung - Một người (thường là công chúa) đến từ một vùng đất xa lạ. Baikinman mở khóa một số bí mật đen tối và điều khiển vũ khí hoặc quái vật có khả năng đa hình hóa con người. Và với sự giúp đỡ của người nói trên, Anpanman đã đánh bại vũ khí hoặc quái vật đó. Đôi khi người đó chết nhưng sẽ sống lại nhờ một bài hát đầy nước mắt của các nhân vật.
- 11 tháng 3 năm 1989: Go! Anpanman: Nước Mắt Ngôi Sao Sáng (それいけ! アンパンマン キラキラ星の涙 Soreike! Anpanman Kirakira Boshi no Namida?)
- 14 tháng 7 năm 1990: Go! Anpanman: Cuộc phản công của Baikinman (それいけ! アンパンマン ばいきんまんの逆襲 Soreike! Anpanman Baikinman no Gyakushū?)
- 20 tháng 7 năm 1991: Go! Anpanman: Bay! Bay! Chibigon (それいけ! アンパンマン とべ!とべ!ちびごん Soreike! Anpanman Tobe! Được! chibigon?)
- Ngày 14 tháng 3 năm 1992: Go! Anpanman: Bí mật của lâu đài khối xây dựng (それいけ! アンパンマン つみき城のひみつ Soreike! Anpanman Tsumiki-jō no Himitsu?)
- Ngày 17 tháng 7 năm 1993: Go! Anpanman: Cuộc Phiêu Lưu Lớn Của Khủng Long Nosshi (それいけ! アンパンマン 恐竜ノッシーの大冒険 Soreike! Anpanman Kyōryū Nosshī no Daibōken?)
- 16 tháng 7 năm 1994: Go! Anpanman: Ngôi trường phù thủy ma thuật trữ tình (それいけ! Soreike! Anpanman Ririkaru Majikaru Mahō no Gakkō?)
- 29 tháng 7 năm 1995: Go! Anpanman: Hãy đánh bại Con tàu ma ám nào!! (それいけ! アンパンマン ゆうれい船をやっつけろ!! Soreike! Anpanman Yūreisen hoặc Yattsukero!!?)
- 13 tháng 7 năm 1996: Go! Anpanman: Cuốn truyện tranh biết bay và đôi giày thủy tinh (それいけ! アンパンマン 空とぶ絵本とガラスの靴 Soreike! Anpanman Soratobu Ehon to Garasu no Kutsu?)
- 28 tháng 7 năm 1997: Go! Anpanman: Kim tự tháp cầu vồng (それいけ! アンパンマン 虹のピラミッド Soreike! Anpanman Niji no Piramiddo?)
- 25 tháng 7 năm 1998: Go! Anpanman: Lòng bàn tay hướng tới mặt trời (それいけ! アンパンマン てのひらを太陽に Soreike! Anpanman Tenohira hoặc Taiyō ni?)
- 24 tháng 7 năm 1999: Go! Anpanman: Khi bông hoa dũng cảm hé nở (それいけ! アンパンマン 勇気の花がひらくとき Soreike! Anpanman Yūki no Hana ga Hiraku Toki?)
- 29 tháng 7 năm 2000: Go! Anpanman: Nước mắt công chúa tiên cá (それいけ! アンパンマン 人魚姫のなみだ Soreike! Anpanman Ningyohime no Namida?)
- Ngày 14 tháng 7 năm 2001: Go! Anpanman: Ngôi sao của Gomira (それいけ! アンパンマン ゴミラの星 Soreike! Anpanman Gomira no Hoshi?)
- Ngày 13 tháng 7 năm 2002: Go! Anpanman: Bí mật của Roll và Lâu đài nổi của Roura (それいけ!アンパンマン ロールとローラうきぐも城のひみつ Soreike! Anpanman Rōru to Rōra Ukigumo-jō no Himitsu?)
- Ngày 12 tháng 7 năm 2003: Go! Anpanman: Điều ước của Ruby (それいけ! アンパンマン ルビーの願い Soreike! Anpanman Rubī no Negai?)
- 17 tháng 7 năm 2004: Go! Anpanman: Nyanii xứ sở của những chú mèo trong mơ (それいけ!アンパンマン 夢猫の国のニャニイ Soreike! Anpanman Yume Neko no Kuni no Nyanii?)
- 16 tháng 7 năm 2005: Go! Anpanman: Cuộc phiêu lưu lớn hạnh phúc (それいけ! アンパンマン ハピーの大冒険 Soreike! Anpanman Hapī no Daibōken?) (lồng tiếng là Anpanman: Cuộc phiêu lưu hạnh phúc bằng tiếng Anh vào ngày 10 tháng 9 năm 2021)
- 15 tháng 7 năm 2006: Go! Anpanman: Dolly of the Star of Life (それいけ! アンパンマン いのちの星のドーリィ   Anpanman Inochi no Hoshi no Dōri?) (lồng tiếng là Anpanman: Star-Spirited Dollie bằng tiếng Anh vào ngày 10 tháng 9 năm 2021)
- Ngày 14 tháng 7 năm 2007: Go! Anpanman: Purun Bong Bóng xà phòng (それいけ! アンパンマン シャボン玉のプルン Soreike! Anpanman Shabondama no Purun?) (lồng tiếng là Anpanman: Purun, Bong Bóng xà phòng bản tiếng Anh vào ngày 23 tháng 7 năm 2021)
- Ngày 12 tháng 7 năm 2008: Go! Anpanman: Bí mật của nàng tiên Rinrin (それいけ! アンパンマン 妖精リンリンのひみつ Soreike! Anpanman Yōsei Rinrin no Himitsu?) (lồng tiếng là Anpanman: Bí mật của nàng tiên Rin-Rin bằng tiếng Anh vào ngày 10 tháng 9 năm 2021)
- Ngày 4 tháng 7 năm 2009: Go! Anpanman: Dadandan và Ngôi Sao Song sinh (それいけ! アンパンマン だだんだんとふたごの星 Soreike! Anpanman Dadandan to Futago no Hoshi?)
- Ngày 10 tháng 7 năm 2010: Go! Anpanman: Mũi đen và Bài hát Diệu kỳ (それいけ! アンパンマン ブラックノーズと魔法の歌 Soreike! Anpanman Burakku Nōzu to Mahō no Uta?) (lồng tiếng là Anpanman: Mũi đen và Bài hát Diệu kỳ bằng tiếng Anh vào ngày 10 tháng 9 năm 2021)
- Ngày 2 tháng 7 năm 2011: Go! Anpanman: Cứu hộ! Kokorin và Ngôi sao kỳ diệu (それいけ! アンパンマン すくえ!ココリンと奇跡の星 Soreike! Anpanman Sukue! Kokorin to Kiseki no Hoshi?)
- Ngày 7 tháng 7 năm 2012: Go! Anpanman: Đảo Chuối hồi sinh (それいけ! アンパンマン よみがえれバナナ島 Soreike! Anpanman: Yomigaere Banana Shima?) (lồng tiếng là Anpanman: Hồi sinh Đảo Chuối bằng tiếng Anh vào ngày 10 tháng 9 năm 2021)
- Ngày 6 tháng 7 năm 2013: Go! Anpanman: Bay! Chiếc khăn tay của hy vọng (それいけ! アンパンマン とばせ!希望のハンカチ Soreike! Anpanman: Tobase! Kibō no Handkerchief?)[13]
- Ngày 5 tháng 7 năm 2014: Soreike! Anpanman: Ringo Bō Ya To Min'Nano Negai|Go! Anpanman: Cậu bé quả táo và điều ước cho mọi người (それいけ！アンパンマン　りんごぼうやとみんなの願い Soreike! Anpanman: Ringo Bōya to Minna no Negai?) (lồng tiếng là Anpanman: Cậu bé quả táo và điều ước cho mọi người bằng tiếng Anh vào ngày 15 tháng 4 năm 2021)
- Ngày 4 tháng 7 năm 2015: Go! Anpanman: Mija và cây đèn thần (それいけ! アンパンマン ミージャと魔法のランプ   Soreike! Anpanman: Mija to Mahō no Ranpu?)
- Ngày 2 tháng 7 năm 2016 Go! Anpanman: Nanda và Runda từ Ngôi sao Đồ chơi (それいけ! アンパンマン おもちゃの星のナンダとルンダ Soreike! Anpanman: Omocha no Hoshi no Nanda to Runda?)[14] (lồng tiếng là Anpanman: Nanda và Runda từ Ngôi sao Đồ chơi bằng tiếng Anh vào ngày 10 tháng 9 năm 2021)
- Ngày 1 tháng 7 năm 2017 Go! Anpanman: Cuộc phiêu lưu truy tìm kho báu lớn của Bulbul (それいけ! アンパンマン ブルブルの宝探し大冒険  Soreike! Anpanman: burruburu no takarasagashi dai bōken!?)
- Ngày 30 tháng 6 năm 2018 Go! Anpanman: Tỏa sáng! Kurun và Ngôi sao của sự sống (それいけ! アンパンマン かがやけ！クルンといのちの星   Anpanman: Kagayake! Kurun to inochi no Hoshi?) (lồng tiếng là Anpanman: Shine! Kulun và Ngôi sao của Sự sống bản tiếng Anh vào ngày 10 tháng 9 năm 2021)
- Ngày 28 tháng 6 năm 2019 Go! Anpanman: Lấp lánh! Công chúa vani của xứ sở kem (それいけ! アンパンマン きらめけ! アイスの国のバニラ姫 Soreike! Anpanman: Kirameke! Ice no Kuni no Vanilla-hime?) (lồng tiếng là Anpanman: Lấp lánh! Công chúa vani của xứ sở kem bằng tiếng Anh vào ngày 12 tháng 11 năm 2021)
- Ngày 25 tháng 6 năm 2021 Go! Anpanman: Fluffy Fuwari và Sứ sở Trên mây (それいけ! アンパンマン ふわふわフワリーと雲の国 Anpanman: Fuwafuwa Fuwari to Kumo no Kuni?)
- Ngày 24 tháng 6 năm 2022 Go! Anpanman: Dororin và Lễ hội hóa trang (それいけ!アンパンマン ドロリンとバケ〜るカーニバル Soreike! Anpanman: Dororin to Bake〜ru Kānibaru?)
- Ngày 30 tháng 6 năm 2023 Go! Anpanman: Roborii và Món Quà Ấm Áp (それいけ!アンパンマン ロボリィとぽかぽかプレゼント Soreike! Anpanman: Roborii to Pokapoka Purezento?)

### Hoạt hình ngắn
Năm 1990, Tokyo Movie Shinsha bắt đầu sản xuất phim ngắn chủ đề Anpanman. Các phim này dài khoảng 24 phút (ngoại trừ phim thứ hai có thời lượng ngắn gấp đôi) được chiếu cùng với các phim thời lượng đầy đủ ở trên. Không bao gồm phim ngắn sản xuất năm 1989 và 1993 vì chúng không liên quan đến thế giới của Anpanman.
- Đi! Anpanman: Omusubiman (それいけ!アンパンマン おむすびまん?), ngày 14 tháng 7 năm 1990
- Đi! Anpanman: Lịch Doki-Doki của Dokin-chan (それいけ!アンパンマン ドキンちゃんのドキドキカレンダー?), ngày 20 tháng 7 năm 1991
- Đi! Anpanman: Anpanman và những người bạn dễ chịu (それいけ!アンパンマン アンパンマンとゆかいな仲間たち?), ngày 14 tháng 3 năm 1992
- Đi! Anpanman: Mọi người hãy đoàn kết lại! Thế giới Anpanman (それいけ!アンパンマン みんな集まれ!アンパンマンワールド?), ngày 16 tháng 7 năm 1994
- Đi! Anpanman: Anpanman và Chúc Mừng Sinh Nhật (それいけ!アンパンマン アンパンマンとハッピーおたんじょう日?), ngày 29 tháng 7 năm 1995
- Đi! Anpanman: Baikinman và Cú đấm 3-"Bai"  (それいけ!アンパンマン ばいきんまんと3ばいパンチ?), ngày 13 tháng 7 năm 1996
- Đi! Anpanman: Chúng ta là anh hùng (それいけ!アンパンマン ぼくらはヒーロー?), ngày 28 tháng 7 năm 1997
- Đi! Anpanman: Anpanman và Người bạn kỳ lạ (それいけ!アンパンマン アンパンマンとおかしな仲間?), ngày 25 tháng 7 năm 1998
- Đi! Anpanman: Anpanman và những người bạn vui nhộn của họ (それいけ!アンパンマン アンパンマンとたのしい仲間たち?), ngày 24 tháng 7 năm 1999
- Đi! Anpanman: Yakisobapanman và Blacksabodenman (それいけ!アンパンマン やきそばパンマンとブラックサボテンマン?), ngày 29 tháng 7 năm 2000
- Đi! Anpanman: Naganegiman kỳ diệu và Yakisobapanman (それいけ!アンパンマン 怪傑ナガネギマンとやきそばパンマン?), ngày 14 tháng 7 năm 2001
- Đi! Anpanman: Maki-chan cá ngừ và Kamameshidon vàng (それいけ!アンパンマン 鉄火のマキちゃんと金のかまめしどん?), ngày 13 tháng 7 năm 2002
- Đi! Anpanman: Naganegiman kỳ diệu và Công chúa Doremi (それいけ!アンパンマン 怪傑ナガネギマンとドレミ姫?), ngày 12 tháng 7 năm 2003
- Đi! Anpanman: Tsukiko và Shiratama ~Vũ điệu theo nhịp tim~ (それいけ!アンパンマン つきことしらたま〜ときめきダンシング〜?), ngày 17 tháng 7 năm 2004
- Đi! Anpanman: Công Chúa Hắc Tuyết Và Baikinman Nổi Tiếng (それいけ!アンパンマン くろゆき姫とモテモテばいきんまん?), ngày 16 tháng 7 năm 2005
- Đi! Anpanman: Kokin-chan và Nước mắt xanh (それいけ!アンパンマン コキンちゃんとあおいなみだ?), ngày 15 tháng 7 năm 2006
- Đi! Anpanman: Horrorman và Hora-horako (それいけ!アンパンマン ホラーマンとホラ・ホラコ?), ngày 14 tháng 7 năm 2007
- Đi! Anpanman: Hiyahiyahiyarico và Babu-Babu-Baikinman (それいけ!アンパンマン ヒヤヒヤヒヤリコ と ばぶ・ばぶばいきんまん?), Ngày 12 tháng 7 năm 2008
- Đi! Anpanman: Baikinman VS Baikinman!? (それいけ!アンパンマン ばいきんまんVSバイキンマン!??), ngày 4 tháng 7 năm 2009
- Đi! Anpanman: Chạy đi! Cuộc đua xe Anpanman đua xe thú vị (それいけ!アンパンマン はしれ!わくわくアンパンマングランプリ?), Ngày 10 tháng 7 năm 2010
- Đi! Anpanman: Hát và chơi! Anpanman và Kho báu trong rừng (それいけ!アンパンマン うたっててあそび! アンパンマンともりのたから?), ngày 2 tháng 7 năm 2011
- Đi! Anpanman: Nhịp điệu và Chơi! Anpanman Và Cây Dù Kỳ Lạ (それいけ!アンパンマン リズムでてあそび アンパンマンとふしぎなパラソル?), Ngày 7 tháng 7 năm 2012
- Đi! Anpanman: Niềm vui cho mọi người! Anpanman và những hồn ma tinh nghịch  (みんなで てあそび アンパンマンといたずらオバケ?), ngày 6 tháng 7 năm 2013
- Đi! Anpanman: Giờ chơi cho mọi người! Kokin-Chan đã trở thành mẹ!? (Kokin-Chan has become mum!? たのしくてあそび　ママになったコキンちゃん!??), ngày 5 Tháng Bảy, 2014
- Hát và Nhịp điệu! Lễ hội mùa hè Anpanman (リズムでうたおう！アンパンマン夏まつり?), ngày 4 tháng 7 năm 2015

### Trò chơi điện tử
Hiện tại có tổng cộng 42 trò chơi điện tử trong danh sách này dựa trên loạt Soreike! Anpanman, từ trò chơi phiêu lưu đến trò chơi giáo dục. Ngoại trừ Soreike! Anpanman Eigo to Nakayoshi 2 Tanoshii Carnival chỉ được phát hành ở Nhật Bản.
Famicom
- Oeka Kids: Anpanman to Oekaki Shiyou!!
- Oeka Kids: Anpanman no Hiragana Daisuki
- Soreike! Anpanman: Minna de Hiking Game!

PlayStation
- Kids Station: Soreike! Anpanman
- Kids Station: Soreike! Anpanman 2: Anpanman to Daibouken
- Kids Station: Soreike! Anpanman 3
- Kids Station: Oshaberi Oekaki Soreike! Anpanman

Nintendo DS
- Soreike! Anpanman: Baikinman no Daisakusen
- Anpanman to Asobo: Aiueo Kyoushitsu
- Anpanman to Asobo: ABC Kyoushitsu
- Anpanman to Touch de Waku Waku Training
- Anpanman to Asobu: Aiueo Kyoushitsu DX

Nintendo 3DS
- Anpanman to Asobo: New Aiueo Kyoushitsu

Game Boy Color
- Soreike! Anpanman: Fushigi na Nikoniko Album
- Soreike! Anpanman: 5tsu no Tou no Ousama

Wii
- Anpanman Niko Niko Party

Sega Pico
- Soreike! Anpanman Eigo to Nakayoshi Youchiende ABC
- Soreike! Anpanman no Game de Asobou Anpanman
- Soreike! Anpanman no o-Hanashi Daisuki Anpanman
- Soreike! Anpanman Eigo to Nakayoshi 2 Tanoshii Carnival
- Soreike! Anpanman no Medalympic World
- Soreike! Anpanman no Minna de Kyousou Anpanman!
- Soreike! Anpanman: Anpanman to Denwa de Asobou!
- Soreike! Anpanman Anpanman to Tanoshii Drive!
- Soreike! Anpanman Anpanman to Kotoba Asobi
- Soreike! Anpanman no Medalympic World 2
- Soreike! Anpanman: Anpanman to Suuji Asobi
- Anpanman Pico Waku Waku Pan Koujou
- Anpanman to PC Renshuu!
- Gakken Anpanman to Chinou Up!
- Soreike! Anpanman: Anpanman no Chie no World
- Soreike! Anpanman Hajimete Asobu Pico Soft: Anpanman no Iro-Kazu-Katachi Nurie mo Dekichau zo!
- Soreike! Anpanman: Anpanman no Hitori de Dekichatta!

Advanced Pico Beena
- Soreike! Anpanman Hajimete Kaketa yo! Oboeta yo! Hiragana Katakana ~Gojūon Board Kinō-tsuki~
- Shoku Iku Series 1 Soreike! Anpanman: Sukikirainai Ko Genki na Ko!
- Anpanman no Waku Waku Game Oekaki
- Anpanman o Sagase!
- Soreike! Anpanman Card de Tanoshiku ♪ ABC
- Soreike! Anpanman Doki Doki! Rescue Drive ~Car Navi-tsuki~
- Soreike! Anpanman o Mise ga Ippai! TV de o-Ryōri Tsukutchao
- Soreike! Anpanman Waku Waku Eigo Game!

Arcade
- Let's Go! Anpanman: Popcorn Factory

Playdia
- Soreike! Anpanman: Picnic de Obenkyō

## Nhạc chủ đề

### Phần mở đầu
1. "Anpanman's March" (アンパンマンのマーチ Anpanman no Māchi?)

### Kết thúc
1. "Courage Rin-Rin" (勇気りんりん Yūki Rinrin?)
2. "Christmas Valley" (クリスマスの谷 Kurisumasu Tani?)
3. "Anpanman Gymnastics" (アンパンマンたいそう Anpanman Taisō?)
4. "Anpanman Gymnastics: Dreaming Version" (アンパンマンたいそう ドリーミングバージョン Anpanman Taisō Dorīmingu Bājon?)
5. "Sun-Sun Gymnastics" (サンサンたいそう Sansan Taisō?)
6. "Do-Re-Mi-Fa-Anpanman" (ドレミファアンパンマン?)

## Tiếp nhận
Năm 2011, nghiên cứu của Bandai cho thấy Anpanman là nhân vật hư cấu phổ biến nhất đối với những người từ 0 đến 12 tuổi ở Nhật Bản trong 10 năm liên tiếp. Anpanman đã vượt qua Hello Kitty để trở thành nhân vật có doanh thu cao nhất của Nhật Bản vào năm 2002, và là nhân vật có doanh thu cao nhất Nhật Bảntính đến  năm 2019.

### Doanh số bán lẻ
Đến năm 2006, sách Anpanman đã bán được hơn 50 triệu bản tại Nhật Bản. Vào thời điểm Yanase Takashi qua đời vào năm 2013, sách tranh Anpanman đã bán được 68 triệu bản. Tính đến tháng 2 năm 2019, Anpanman đã bán được hơn 80 triệu cuốn sách. Tính đến  tháng 3 năm 2021, Bandai Namco đã bán 2,39 triệu máy Anpanman PC từ năm 1999, bao gồm máy tính bảng.
Doanh số bán lẻ các sản phẩm liên quan đến Anpanman đạt doanh thu hàng năm ít nhất 150 tỷ yên Nhật liên tục trong gần 30 năm.
| Giai đoạn                  | Doanh số bán lẻ                           | Ghi chú                                              | Tham khảo     |
| -------------------------- | ----------------------------------------- | ---------------------------------------------------- | ------------- |
| Trên 25 năm (đến năm 2013) | 3.750 tỷ yên Nhật+ (38,49 tỷ đô la Mỹ+)   | 150 tỷ yên Nhật+ doanh thu hàng năm trong gần 30 năm | [ 20 ]        |
|                            |                                           |                                                      |               |
| 2014                       | 108 tỷ yên Nhật                           | Hàng hóa được cấp phép tại Nhật Bản                  | [ 21 ]        |
| 2015                       | 110 tỷ yên Nhật                           | Hàng hóa được cấp phép tại Nhật Bản                  | [ 22 ]        |
| 2016                       | 110 tỷ yên Nhật                           | Hàng hóa được cấp phép tại Nhật Bản                  | [ 23 ]        |
| 2017                       | 105 tỷ yên Nhật                           | Hàng hóa được cấp phép tại Nhật Bản                  | [ 24 ]        |
| 2018                       | 105 tỷ yên Nhật                           | Hàng hóa được cấp phép tại Nhật Bản                  | [ 7 ] [ 25 ]  |
| 2019                       | 107 tỷ yên Nhật (1.920 triệu đô la Mỹ)    | Hàng hóa được cấp phép tại Nhật Bản                  | [ 7 ] [ 26 ]  |
| 2020                       | 8,5 tỷ yên Nhật (56 triệu đô la Mỹ)       | Chỉ hàng của Bandai Namco                            | [ 27 ] [ 28 ] |
| 2014–2020                  | 653,5 tỷ yên Nhật+ (6,34 tỷ đô la Mỹ)     |                                                      | [ 29 ]        |
|                            |                                           |                                                      |               |
| Tổng doanh thu đã biết     | 4,403,5 tỷ yên Nhật+ (44,76 tỷ đô la Mỹ+) |                                                      |               |

## Di sản

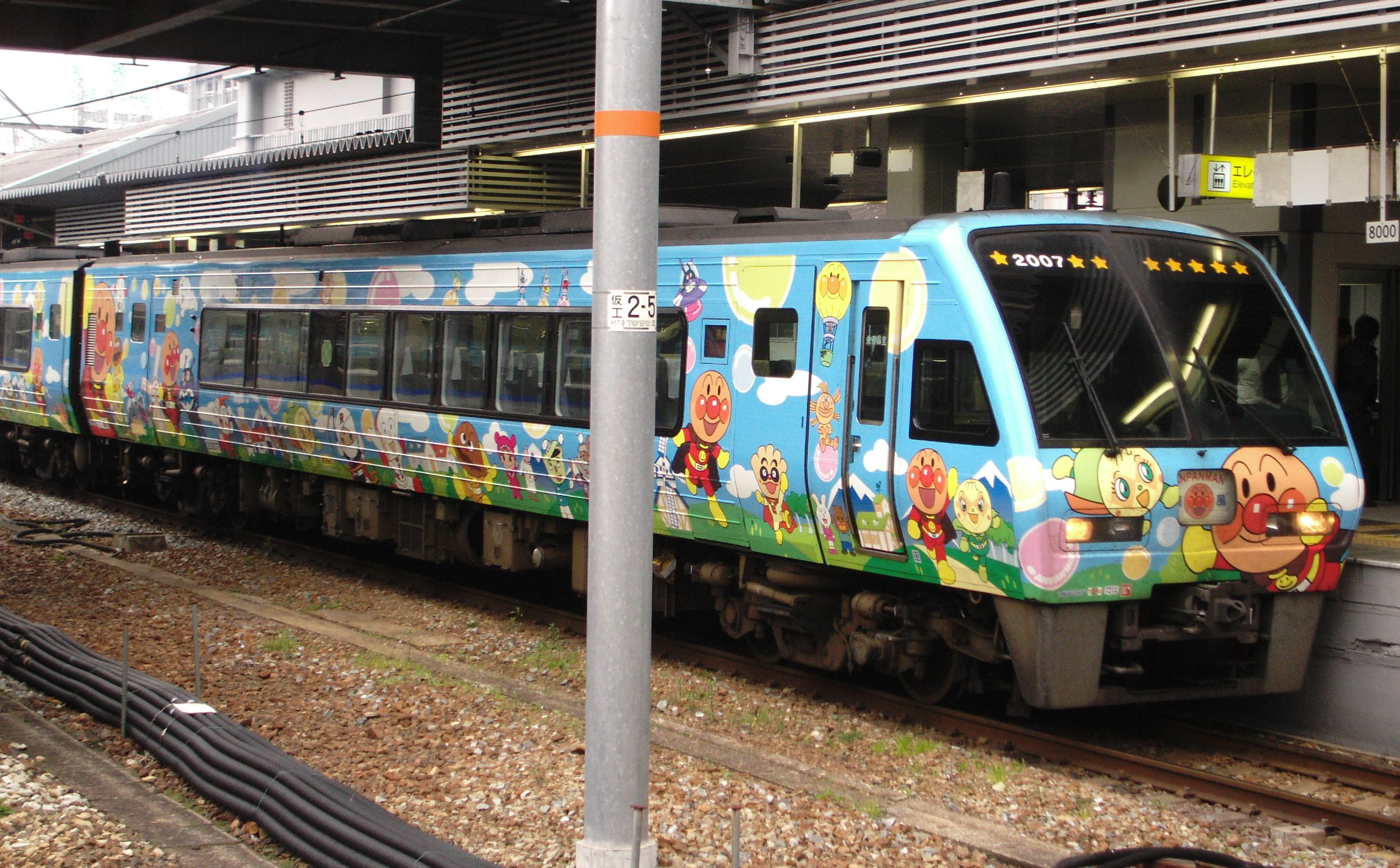
Các nhân vật Anpanman trên chuyến tàu JR Shikoku 2000

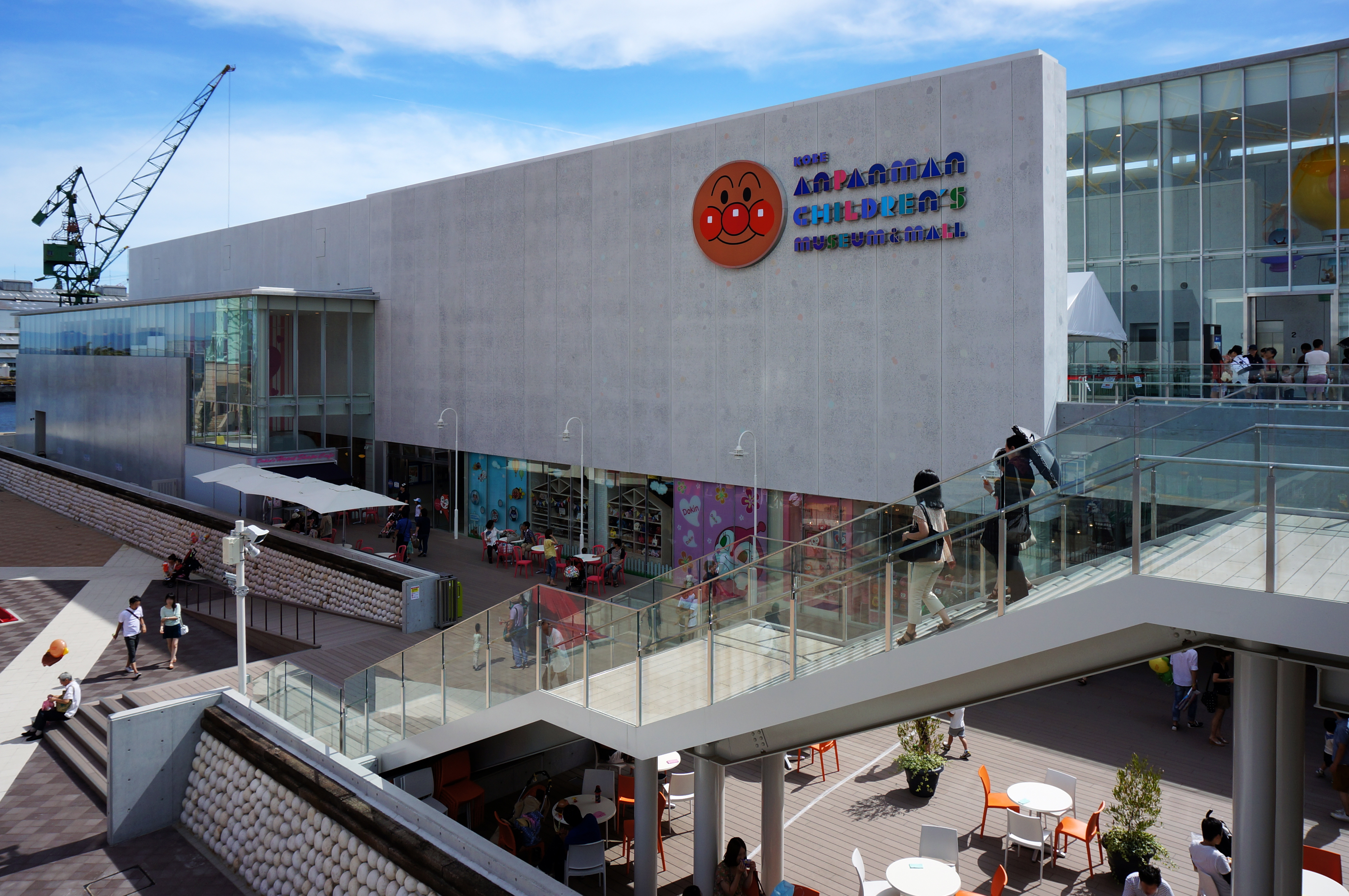
Mặt tiền của Bảo tàng & Trung tâm mua sắm Anpanman dành cho trẻ em Kobe

Có năm bảo tàng trên khắp Nhật Bản dành riêng cho Anpanman, chẳng hạn như Bảo tàng & Trung tâm thương mại dành Anpanman cho trẻ em Yokohama. Ngoài ra còn có Yanase Takashi Memorial Hall, một bảo tàng dành riêng cho Yanase Takashi.
Màu sơn tàu Anpanman được sử dụng trên một số tàu của JR Shikoku, chẳng hạn như JR Shikoku 2000 DMU và JR Shikoku 8000 EMU.
Cửa hàng Anpanman chính thức Đài Bắc là cửa hàng Anpanman ở nước ngoài đầu tiên chuyên về các sản phẩm liên quan đến bộ truyện, đã khai trương tại trung tâm mua sắm Shin Kong Mitsukoshi ở Đài Bắc vào ngày 10 tháng 9 năm 2015.
Anpanman đã truyền cảm hứng cho bộ manga và anime One-Punch Man (ワンパンマン Wanpanman). Đây là loạt webcomic/manga của One sáng tác, với tiêu đề là một vở kịch về nhân vật chính.
Nhóm K-pop BTS đã phát hành một bài hát trong album hit Love Yourself: Tear với cái tên "Anpanman" có ít nhiều liên quan đến bộ truyện.